# 仰山乡
仰山乡，是中华人民共和国江西省宜春市奉新县下辖的一个乡镇级行政单位。

## 行政区划
仰山乡下辖以下地区：
仰山村、坛下村、段上村、大源村、东溪村、西源村、横北村和路边村。